# Maria Júlia Coutinho
Maria Júlia Coutinho (São Paulo, 10 de agosto de 1978), más conocida como Maju Coutinho, es una periodista, presentadora de televisión y comentarista brasileña. En 2019 se convirtió en la primera mujer negra en formar parte del cuerpo periodístico del Jornal Nacional.

## Trayectoria
Coutinho es Licenciada en Periodismo por la Faculdade Cásper Líbero y fue becaria en la Fundação Padre Anchieta, donde pasó por diversos puestos hasta convertirse en reportera.
En 2005 comenzó a presentar el Jornal da Cultura con Heródoto Barbeiro. Posteriormente, fue trasladada al noticiero televisivo Cultura Meio-Dia, que presentó junto a Laila Dawa y Vladir Lemos. En 2007, comenzó a trabajar en TV Globo donde regresó a los informativos.
En 2013, Coutinho tuvo éxito como presentadora de meteorología y se convirtió en titular de la estación, presentando finalmente los pronósticos climáticos de Jornal Hoje y Jornal Nacional. También cubrió las previsiones meteorológicas para Hora Um da Notícia y Bom Dia Brasil, siendo sustituida por Izabella Camargo.
En abril de 2015 pasó a presentar en vivo la previsión meteorológica de Jornal Nacional. Año en el que también, se convirtió en parte de SPTV. En enero de 2016 fue elegida por el equipo del diario O Globo como personalidad del año en la categoría Segundo caderno / + TV. En marzo del mismo año, recibió el premio Faz Diferença. El 10 de junio de 2017, asumió el rol como presentadora ocasional de Jornal Hoje, función que ocupó hasta 2019. En 2018 se incorporó al elenco del programa Saia Justa de GNT. También es presentadora del Papo de Almoço en Rádio Globo, los jueves.
El 16 de febrero de 2019 se convirtió en la primera mujer negra en formar parte del cuerpo periodístico del Jornal Nacional. En junio, fue anunciada como presentadora ocasional de Fantástico. Su debut al frente del programa tuvo lugar el 4 de agosto, cubriendo las vacaciones de la presentadora habitual del semanario, Poliana Abritta. El 6 de septiembre se despidió de la previsión meteorológica de Jornal Nacional y SP2, para presentar Jornal Hoje.
Durante la edición de Fantástico, el 10 de octubre de 2021, Coutinho anunció que dejaría Jornal Hoje para hacerse cargo de la presentación de la revista electrónica dominical, junto a Poliana Abritta, en sustitución de Tadeu Schmidt, que se haría cargo de presentador del Big Brother Brasil.

## Controversia
El 3 de julio de 2015, Coutinho fue objeto de comentarios racistas que provocaron repulsión en gran parte de la población de Brasil. El hashtag #SomostodosMaju tuvo amplia repercusión en redes sociales y el caso fue expuesto en el Jornal Nacional por los presentadores William Bonner y Renata Vasconcellos, contando con su presencia.[cita requerida]